# Cedros (Santa Cruz das Flores)
Cedros ist eine Freguesia (Gemeinde) der portugiesischen Azoren-Insel Flores. Sie gehört zum Kreis (Município) Santa Cruz das Flores und hat 112 Einwohner (Stand 19. April 2021).

## Geschichte
Die Insel Flores wurde um 1500 besiedelt. Die Gemeinde Cedros wurde sehr viel später gegründet. 1693 erreichten die Bewohner Cedros’ die offizielle Einrichtung als eigenständige Gemeinde.